# Rinorea pauciflora
Rinorea pauciflora är en violväxtart som först beskrevs av Thou., och fick sitt nu gällande namn av Henri Ernest Baillon. Rinorea pauciflora ingår i släktet Rinorea och familjen violväxter. Inga underarter finns listade i Catalogue of Life.